# Huriini
Huriini es una tribu de arañas araneomorfas, pertenecientes a la familia Salticidae.

## Géneros
- Admesturius
- Atelurius
- Hisukattus
- Hurius
- Maenola
- Scoturius
- Simonurius